# Krzysztof Koniusz
Krzysztof Koniusz (ur. 9 kwietnia 1961 w Sosnowcu) – polski szablista, następnie trener, srebrny medalista mistrzostw świata, medalista mistrzostw Polski, działacz sportowy.

## Życiorys
Ukończył III Liceum Ogólnokształcące im. Bolesława Prusa w Sosnowcu. Był zawodnikiem klubu Zagłębie Sosnowiec, gdzie jego trenerem był Edward Korfanty. W 1979 został mistrzem Polski juniorów, ale w imprezach seniorskich nie powtórzył tego sukcesu. W mistrzostwach Polski seniorów zajął indywidualnie drugie miejsce w 1986, w drużynie był mistrzem Polski w 1984 i 1985, wicemistrzem w 1986, 1987, 1988, brązowym medalistą w 1980, 1982 i 1989. Jego największym sukcesem międzynarodowym było srebro drużynowo w szabli na mistrzostwach świata w Sofii (1986). Po zakończeniu kariery sportowej został trenerem szermierki, najpierw w MOSiR Sosnowiec, a następnie w AZS AWF Katowice.
Jest bratem-bliźniakiem szablisty Jarosława Koniusza i ojcem olimpijczyka Marcina Koniusza. Szermierkę trenują również jego dwaj pozostali synowie Bartosz i Piotr. 
W 2011 poprowadził swoich synów do brązowego medalu mistrzostw Polski w szabli drużynowo. W składzie zespołu AZS AWF Katowice, który sięgnął po ten medal walczyli wyłącznie bracia Koniuszowie, a ich ojciec został formalnie zgłoszony jako rezerwowy i również stanął na podium.
Jest prezesem Śląskiej Federacji Sportu w Katowicach.